# Équipe de Hongrie féminine de basket-ball
Cet article traite de l'équipe féminine. Pour l'équipe masculine, voir Équipe de Hongrie masculine de basket-ball.
Maillots
L'Équipe de Hongrie féminine de basket-ball est l'équipe nationale qui représente la Hongrie dans les compétitions internationales féminines de basket-ball. Elle est placée sous l'égide de la Fédération hongroise de basket-ball (MKOSZ). L'équipe est affiliée à la FIBA depuis 1935. Son surnom est "Magyars", ce qui signifie « Hongrois ».

## Histoire
Elle dispute sa première compétition internationale en 1950, lors du Championnat d'Europe disputé en Hongrie. Elle obtient une médaille d'argent en terminant deuxième du tour final, disputé par six équipes, et dont l'URSS sort vainqueur. Elle termine troisième de l'édition suivante, en 1952, puis obtient de nouveau une médaille d'argent quatre ans plus tard.
La Hongrie doit ensuite attendre l'édition de 1983 pour retrouver un podium européen en obtenant la médaille de bronze, performance qu'elle renouvelle lors de l'édition suivante et en 1987 et 1991. Après cette compétition, le meilleur résultat est une quatrième place en 1997.
La Hongrie ne dispute qu'un seul  tournoi olympique, lors des jeux olympiques de 1980 à Moscou où elle termine à la quatrième place. Elle compte également cinq participations à une phase finale de championnat du monde, compétition où son meilleur résultat est une cinquième place en 1957.
Après une élimination au premier tour du  Championnat d'Europe 2009 en Lettonie, la Hongrie ne parvient pas à se qualifier pour le championnat du monde de 2010 en République tchèque puis échoue en finale du tournoi de qualification, contre l'Allemagne, lors de sa tentative à se qualifier pour l'Euro 2011.

## Résultats

### Palmarès
| Compétitions mondiales                             | Compétitions continentales                                                             |
| -------------------------------------------------- | -------------------------------------------------------------------------------------- |
| - Jeux olympiques - Néant - Coupe du monde - Néant | - EuroBasket - Finaliste en 1950 et 1956 - Troisième en 1952, 1983, 1985, 1987 et 1991 |

### Parcours en compétitions internationales

#### Jeux olympiques
| Année | Position      |      | Année         | Position |               | Année | Position |
| 1976  | Non qualifiée | 1996 | Non qualifiée | 2016     | Non qualifiée |       |          |
| 1980  | 4e            | 2000 | Non qualifiée | 2020     | Non qualifiée |       |          |
| 1984  | Non qualifiée | 2004 | Non qualifiée | 2024     | Non qualifiée |       |          |
| 1988  | Non qualifiée | 2008 | Non qualifiée | 2028     | -             |       |          |
| 1992  | Non qualifiée | 2012 | Non qualifiée | 2032     | -             |       |          |

#### Coupe du monde
| Année | Position      |      | Année       | Position |             | Année | Position |
| 1953  | Non qualifiée | 1979 | Non inscrit | 2006     | Non inscrit |       |          |
| 1957  | 5e            | 1983 | Non inscrit | 2010     | Non inscrit |       |          |
| 1959  | 7e            | 1986 | 8e          | 2014     | Non inscrit |       |          |
| 1964  | Non inscrit   | 1990 | Non inscrit | 2018     | Non inscrit |       |          |
| 1967  | Non inscrit   | 1994 | Non inscrit | 2022     | Non inscrit |       |          |
| 1971  | Non inscrit   | 1998 | 10e         | 2026     | -           |       |          |
| 1975  | 9e            | 2002 | Non inscrit | 2030     | -           |       |          |

#### EuroBasket
| Année | Position      |      | Année         | Position |               | Année | Position |
| 1938  | Non qualifiée | 1976 | 8e            | 2003     | Non qualifiée |       |          |
| 1950  | Finaliste     | 1978 | 6e            | 2005     | Non qualifiée |       |          |
| 1952  | Troisième     | 1980 | 7e            | 2007     | 10e           |       |          |
| 1954  | 4e            | 1981 | 9e            | 2009     | 13e           |       |          |
| 1956  | Finaliste     | 1983 | Troisième     | 2011     | Non qualifiée |       |          |
| 1958  | 7e            | 1985 | Troisième     | 2013     | Non qualifiée |       |          |
| 1960  | 9e            | 1987 | Troisième     | 2015     | 17e           |       |          |
| 1962  | 7e            | 1989 | 7e            | 2017     | 12e           |       |          |
| 1964  | 8e            | 1991 | Troisième     | 2019     | 7e            |       |          |
| 1966  | 9e            | 1993 | 8e            | 2021     | Non qualifiée |       |          |
| 1968  | 10e           | 1995 | 12e           | 2023     | 4e            |       |          |
| 1970  | 10e           | 1997 | 4e            | 2025     | Non qualifiée |       |          |
| 1972  | 6e            | 1999 | Non qualifiée | 2027     | -             |       |          |
| 1974  | 4e            | 2001 | 7e            | 2029     | -             |       |          |